# Movering
Movering is het veranderen van een morfologisch kenmerk van een woord, zodat het een lichtelijke semantische verschuiving doormaakt. Dit is een vorm van afleiding.
Movering is het gebruikelijkst bij substantieven en in talen die een grammaticaal geslacht hebben. Concreet worden vooral woorden die beroepen of bepaalde soorten personen aanduiden, gemoveerd. Afhankelijk van de morfologische kenmerken kan een woord al dan niet gemoveerd worden:
- directeur - directrice
- advocaat - advocate
- boer - boerin
- kapper - kapster
- politicus - politica
- musicus - musicienne

De beroepscategorie van de directie, de advocatuur, de landbouw enz. is dezelfde wanneer die door een man of een vrouw wordt ingevuld; het geslacht van de persoon, in wezen een extratalige referent, wordt door movering een parameter binnen de opbouw van het woord. Ook het vervangen van de referent hij kan gezien worden als een soort movering:
- Hij die mensen wurgt, begaat een halsmisdrijf.

Hij zou hier in theorie neutraal moeten zijn, maar het besef dat dit grammaticale geslacht onbewust altijd een man oproept — een onzijdig het ware hier immers niet mogelijk — heeft ervoor gezorgd dat men ernaar streeft teksten zo tweeslachtig mogelijk te maken; de invloed van de emancipatiebeweging in de twintigste eeuw heeft zich ook over de taal gebogen, met disciplines als de Kritische Discoursanalyse. Zodoende is het niet ongebruikelijk dat men schrijft:
- Hij/zij die mensen wurgt, begaat een halsmisdrijf.

De moveringstendenzen verschillen van taal tot taal; in het Engels wordt het gebruik van een anaforisch they dat in feite naar een enkelvoud zou moeten verwijzen, niet langer als congruentiefout beschouwd:
- Someone with a paralyzed brain could possibly call themselves a 'numb skull'.

Movering van substantieven is in het Engels echter zeer beperkt:
- actor - actress
- singer - singer
- director - director
- musician - musician
- farmer - farmer

Dit toont aan dat het grammaticale geslacht in het Engels een verwaarloosbare rol speelt.
In het Duits wordt movering daarentegen zeer consequent toegepast, en is ook vrijwel altijd mogelijk:
- Schauspieler - Schauspielerin
- Sänger - Sängerin
- Angestellter - Angestellte
- Rechtsanwalt - Rechtsanwältin
- Bauer - Bäuerin

Wel ziet men dat de movering bij nieuwvormingen minder morfologische veranderingen teweegbrengt; de umlaut wordt niet meer toegepast bij nieuwe gemoveerde woorden. Daar de overgrote meerderheid van de Duitse moveringen met het suffix -in wordt gevormd, heeft men de 'neutrale' schrijfwijze bedacht, waarbij het geslacht facultatief is:
- SchauspielerInnen

Dat wil zeggen: Schauspieler/Schauspielerinnen.
Een merkbare tendens in het Nederlands is het steeds vaker achterwege laten van de grammaticale movering; zo wordt van 'een vrouwelijke politicus' of 'een vrouwelijke directeur' gesproken, en  veronderstelt 'advocaten' niet meer per se dat het uitsluitend mannelijke advocaten betreft. Deze veralgemening is mogelijk doordat de 'betekenis' van het beroep wezenlijk dezelfde is. In sommige zeldzame gevallen is dit echter niet het geval: 
- secretaris - secretaresse

Een secretaris wordt met een hiërarchisch belangrijker positie geassocieerd dan een secretaresse; opvallend is dat een vrouwelijke secretaris normaliter 'secretaris' wordt genoemd, terwijl men het zo goed als nooit over een 'mannelijke secretaresse' heeft, zelfs al is de functie van de man in kwestie vergelijkbaar met die van het traditionele secretaressewerk. Ook het woord 'vroedman' schijnt een speciale recente uitvinding te zijn, teneinde te vermijden dat een man 'vroedvrouw' wordt genoemd, al gebeurt dit wel in toenemende mate.
Een belangrijke reden waarom movering in het Nederlands in frequentie afneemt, zijn wellicht de strenge en onvoorspelbare beperkingen in het lexicon: er is geen grammaticale reden om een vrouwelijke rechter geen 'rechtster' te noemen, of een vrouwelijke prefect een 'prefecte', en toch komen deze woorden niet voor. Derhalve ligt het ontbreken van een grammaticale regel voor Nederlandse movering mede ten grondslag aan de afname ervan.